# 施慧玲
施慧玲（英語：Amy Huey-Ling Shee），臺灣嘉義縣人，法學家，英國華威大學法哲學博士，現任國立中正大學法律學系教授，國立中正大學台灣法律資訊中心（TaiwanLII）主任。專長為法律社會學、家庭法、超國界法、兒童少年人權、長者人權、法律科際整合、人類研究倫理。

## 家庭
施慧玲於1996年與高玉泉結婚，育有一子。兒子為自閉症患者，施慧玲成立Facebook粉絲專頁分享經驗，並將其寫成《施慧玲的媽媽經》。

## 著作
- 施慧玲. . 元照. 2001年. ISBN 9789577444097.
- 高玉泉、施慧玲. . 內政部兒童局. 2004年. ISBN 9789570109221.
- 施慧玲. . 元照. 2004年. ISBN 9789574118953.
- 施慧玲. . 元照. 2010年. ISBN 9789574169795.
- 施慧玲. . 元照. 2011年. ISBN 9789862550908.
- 施慧玲. . 字遊. 2016年. ISBN 9789869274951.
- 林秀雄、鄧學仁、施慧玲、劉昭辰、郭欽銘、陳重陽. . 元照. 2016年. ISBN 9789862554685.

## 外部連結
- 國立中正大學法律學系-施慧玲教授 （页面存档备份，存于）
- 法源法律網-施慧玲 （页面存档备份，存于）
- 施慧玲的Facebook專頁
- 真情映台灣-施慧玲教授專訪